# Hylaeus graafii
Hylaeus graafii är en biart som beskrevs av Cockerell 1936. Hylaeus graafii ingår i släktet citronbin, och familjen korttungebin. Inga underarter finns listade i Catalogue of Life.